# 100% (álbum de Banda Calypso)
100% é uma série que consiste de coletâneas de vários artistas lançadas pela Som Livre. A coletânea com as canções de sucesso da banda musical brasileira Banda Calypso até então foi lançada em 9 de maio de 2007, nos formatos DVD e CD, e reúne hits de seus três primeiros álbuns de vídeo: Ao Vivo, Banda Calypso na Amazônia e Banda Calypso pelo Brasil. O 100% da banda obteve um bom desempenho comercial, recebendo certificações de disco de platina pelas vendas do DVD e disco de ouro pelas vendas do CD, além de ter figurado na lista dos DVDs mais vendidos em 2007, de acordo com a Associação Brasileira dos Produtores de Discos (ABPD), atualmente Pro-Música Brasil (PMB).

## Desempenho comercial
100% alcançou a quinta colocação entre os álbuns mais vendidos no ranking do jornal Folha de S.Paulo. Em 4 de agosto de 2007, a revista estadunidense Billboard publicou uma nota dizendo que o álbum havia atingido o quinto lugar em vendas no Brasil. A coletânea recebeu, pela Associação Brasileira dos Produtores de Discos (ABPD), atualmente Pro-Música Brasil (PMB), certificações de disco de ouro e disco de platina, respectivamente pelas 25 mil e 50 mil cópias vendidas do DVD, e disco de ouro pelas 50 mil cópias do CD. 100% foi o décimo DVD mais vendido em 2007 no país.

## Recepção crítica
| Críticas profissionais | Críticas profissionais |
| Avaliações da crítica  | Avaliações da crítica  |
| Fonte                  | Avaliação              |
| ---------------------- | ---------------------- |
| DVDMagazine            | 2.5 de 5 estrelas.     |

Robson Candêo, do site DVDMagazine, deu 2,5 de 5 estrelas para o trabalho e, ao avaliar a qualidade técnica do DVD, foi regular, argumentando que "O som é ótimo, com boa distribuição" e que o problema era a imagem, que "falta[va] um pouco de definição" e "t[inham] as cores um pouco fracas e […] compressão".

## Lista de faixas
| DVD |                                                |                              |         |  |
| N.º | Título                                         | Compositor(es)               | Duração |  |
| 1.  | "Beija-Flor"                                   | Louro Santos                 | 3:11    |  |
| 2.  | "Você Me Enganou"                              | Alberto Moreno               | 3:08    |  |
| 3.  | "Chamo por Você" / "Me Telefona" (pot-pourri)  | Alberto Moreno               | 5:08    |  |
| 4.  | "Príncipe Encantado" / "Temporal" (pot-pourri) | Marquinhos Maraial Beto Caju | 5:12    |  |
| 5.  | "Brincou Comigo"                               | Kim Marques Ximbinha         | 2:47    |  |
| 6.  | "Paquera"                                      | Marquinhos Maraial Beto Caju | 3:43    |  |
| 7.  | "A Lua Me Traiu"                               | Beto Caju Jairon Neves       | 3:59    |  |
| 8.  | "Imagino"                                      | Chrystian Lima Ivo Lima      | 3:51    |  |
| 9.  | "Esqueça Meu Coração"                          | Edu Luppa Marquinhos Maraial | 3:23    |  |
| 10. | "Não Faz Sentido"                              | Tonny Brasil                 | 3:28    |  |
| 11. | "Maridos e Esposas"                            | Chrystian Lima Ivo Lima      | 4:05    |  |
| 12. | "Cúmbia do Amor"                               | Tonny Brasil                 | 2:47    |  |
| 13. | "Lágrimas de Sangue"                           | Tonny Brasil                 | 2:26    |  |
| 14. | "Dudu"                                         | Tonny Brasil                 | 3:51    |  |
| 15. | "Pra Todo Mundo Ver"                           | Beto Caju                    | 3:33    |  |
| 16. | "Dançando Calypso"                             | Carla Maués Josiel Carvalho  | 3:08    |  |
| 17. | "Primeiro Amor"                                | Kim Marques                  | 3:38    |  |

| DVD: videoclipes extras |                |                                       |         |  |
| N.º                     | Título         | Compositor(es)                        | Duração |  |
| 18.                     | "Nessa Balada" | Edu Luppa Beto Caju Edílson Moreno    | 3:04    |  |
| 19.                     | "Pará Belém"   | Ximbinha Edu Luppa Marquinhos Maraial | 3:23    |  |

| CD  |                                                |                              |         |  |
| N.º | Título                                         | Compositor(es)               | Duração |  |
| 1.  | "Beija-Flor"                                   | Louro Santos                 | 3:11    |  |
| 2.  | "Você Me Enganou"                              | Alberto Moreno               | 3:08    |  |
| 3.  | "Chamo por Você" / "Me Telefona" (pot-pourri)  | Alberto Moreno               | 5:08    |  |
| 4.  | "Príncipe Encantado" / "Temporal" (pot-pourri) | Marquinhos Maraial Beto Caju | 5:12    |  |
| 5.  | "Brincou Comigo"                               | Kim Marques Ximbinha         | 2:47    |  |
| 6.  | "Paquera"                                      | Marquinhos Maraial Beto Caju | 3:43    |  |
| 7.  | "A Lua Me Traiu"                               | Beto Caju Jairon Neves       | 3:59    |  |
| 8.  | "Imagino"                                      | Chrystian Lima Ivo Lima      | 3:51    |  |
| 9.  | "Esqueça Meu Coração"                          | Edu Luppa Marquinhos Maraial | 3:23    |  |
| 10. | "Não Faz Sentido"                              | Tonny Brasil                 | 3:28    |  |
| 11. | "Maridos e Esposas"                            | Chrystian Lima Ivo Lima      | 4:05    |  |
| 12. | "Cúmbia do Amor"                               | Tonny Brasil                 | 2:47    |  |
| 13. | "Lágrimas de Sangue"                           | Tonny Brasil                 | 2:26    |  |
| 14. | "Dudu"                                         | Tonny Brasil                 | 3:51    |  |
| 15. | "Pra Todo Mundo Ver"                           | Beto Caju                    | 3:33    |  |
| 16. | "Dançando Calypso"                             | Carla Maués Josiel Carvalho  | 3:08    |  |
| 17. | "Primeiro Amor"                                | Kim Marques                  | 3:38    |  |

## Desempenho nas tabelas musicais
| Tabela musical (2007)            | Melhor posição |
| -------------------------------- | -------------- |
| Brasil (Billboard Brazil Albums) | 5              |

| Tabela musical (2007) | Posição |
| --------------------- | ------- |
| Brasil (ABPD)         | 10      |

## Certificações e vendas
| País                                    | Certificação | Vendas |
| --------------------------------------- | ------------ | ------ |
| Brasil (ABPD)                           |              |        |
| DVD                                     |              |        |
| Platina                                 | 50,000*      |        |
| CD                                      |              |        |
| Ouro                                    | 50,000*      |        |
| *vendas baseadas apenas na certificação |              |        |